# Masaran (Masaran)
Masaran is een bestuurslaag in het regentschap Sragen van de provincie Midden-Java, Indonesië. Masaran telt 7466 inwoners (volkstelling 2010).